# ЕС ПЭВМ
ЕС ПЭВМ — персональные компьютеры серии ЕС (единой системы), аналоги персональных компьютеров семейства IBM PC. Выпускались на Минском производственном объединении вычислительной техники (МПО ВТ), некоторые модели — на Брестском электромеханическом заводе, Волжском ПО ЭВТ, Кишинёвском Счётмаше и в странах СЭВ (ГДР, Болгария).

## Модельный ряд
| Модель  | Оконч. разработки | Где выпускалась | Годы выпуска | Выпущено, шт.        |
| ------- | ----------------- | --------------- | ------------ | -------------------- |
| ЕС-1831 | 1986              | ДСО ИЗОТ, НРБ   |              |                      |
| ЕС-1832 | 1986              | ДСО ИЗОТ, НРБ   |              |                      |
| ЕС-1834 | 1986              | Robotron, ГДР   | 1988 — 1989  | 13799                |
| ЕС-1835 | 1989              | Robotron, ГДР   |              |                      |
| ЕС-1838 | 1988              | НРБ             |              |                      |
| ЕС-1839 | 1987              | КМТ Правец, НРБ |              |                      |
| ЕС-1840 | 1986              | МПО ВТ          | 1986 — 1989  | 7461 (только Минск)  |
| ЕС-1841 | 1987              | МПО ВТ          | 1987 — 1995  | 83937 (только Минск) |
| ЕС-1842 | 1988              | МПО ВТ          | 1988 — 1996  | 10193                |
| ЕС-1843 | 1990              | МПО ВТ          | 1990 — 1993  | 3012                 |
| ЕС-1845 | 1988              | Брест           | 1989 — ?     |                      |
| ЕС-1847 | 1988              | НРБ             |              |                      |
| ЕС-1849 | 1990              | МПО ВТ          | 1990 — 1997  | 4966                 |
| ЕС-1850 | 1989              |                 |              |                      |
| ЕС-1851 | 1991              | МПО ВТ          | 1991 — 1997  | 3142                 |
| ЕС-1855 | 1991              | Брест           | 1992 — ?     |                      |
| ЕС-1861 |                   | ВНР             |              |                      |
| ЕС-1862 | 1989 (план)       | НРБ             |              |                      |
| ЕС-1863 | 1991              | МПО ВТ          | 1991 — 1997  | 3069                 |
| ЕС-1864 | 1991              |                 |              |                      |
| ЕС-1865 | 1992              |                 |              |                      |

### ЕС-1834
Персональный компьютер производства фабрики «Robotron» (ГДР). Клон IBM PC/XT.

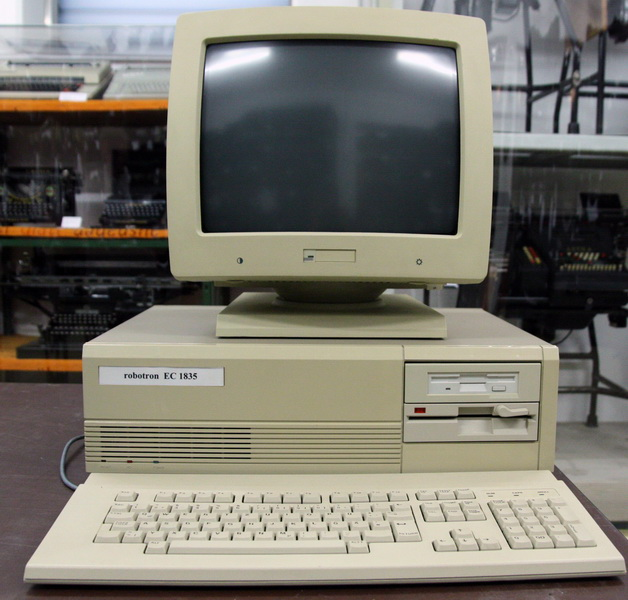
ЕС-1835

### ЕС-1835
Персональный компьютер производства фабрики «Robotron» (ГДР). Клон IBM PC/AT.

### ЕС-1839
Персональный компьютер производства Комбината Микропроцессорной Техники «Правец» (Болгария). Больше известен как «Правец 16». Клон IBM PC/XT.

ОЗУ — 512 килобайт. Ранние выпуски — собственные, поздние из тайваньских комплектующих.

### ЕС-1840
16-разрядный IBM PC-совместимый компьютер построенный на процессоре К1810ВМ86 (аналог Intel 8086) с тактовой частотой 4,77 МГц.
- ОЗУ — 256, 512 Кбайт или 1 Мбайт.
- MDA-совместимый видеоадаптер с поддержкой программной замены знакогенератора. Поздние выпуски также поддерживают CGA-совместимый видеоадаптер от ЕС 1841.
- Интерфейсы: параллельный (Centronics), последовательный (С2).
- Клавиатура: 90 клавиш.
- Внешние устройства: один или два 5¼-дюймовых накопителя на гибких магнитных дисках, матричный принтер ЕС-7189, Epson, Star, D100M или MP80

В качестве программного обеспечения в комплекте прилагалось:
- операционная система Альфа-ДОС (клон MS-DOS)
- операционная система М86 (клон CP/M)
- интерпретатор Бейсик-М86 (аналог ROM BASIC IBM PC Basic)
- Компилятор и библиотеки для программирования на ассемблере АСМ86
- Компилятор Pascal для Альфа-ДОС
- ПО для редактирования текстов для OC M86 «Слог»
- различные (в зависимости от варианта комплектации) программные средства советского производства для ОС М86: «АБАК» — функциональный аналог табличного процессора SuperCalc, МикроПРИЗ — программный пакет для решения типовых инженерных задач, имевший скорее учебное, чем практическое предназначение, в поздних вариантах его дополняла примитивная САПР МикроЭксперт, «TEЛЕТЕКСТ» — эмулятор ЕС-ЭВМ терминала 7920
- диск с тестовыми утилитами для проверки работоспособности системы.

### ЕС-1841
Дальнейшее развитие ЕС-1840, аппаратно совместимая с ней 16-разрядная ПЭВМ на процессоре К1810ВМ86 с частотой 4,77 МГц, возможность установки сопроцессора, ОЗУ до 1,5 МБ; два НГМД на 720 КБ; Видеоадаптер CGA с поддержкой растровой графики 160×100, 320×200, 640×200 точек.
Дополнительно могли входить в комплект:
- НМД типа «винчестер» на 5, 10 или 21 МБ Seagate.
- Манипулятор «Колобок» («мышь»).
- Цифровой синтезатор речевых сообщений
- Адаптер локальной сети «Эстафета»
- Блок для установки дополнительных плат расширения

Также существовала модификация ЕС-1845 — это ЕС-1841 для специального применения.

### ЕС-1842
16-разрядная ПЭВМ с ОЗУ до 7 МБ на процессоре КР1810ВМ86М с тактовой частотой 8 МГц; два НГМД ёмкостью 720 КБ; НМД типа «винчестер» на 20 МБ, скорость обмена 5 Мбит/с.
Дисплей чёрно-белый или цветной, EGA, 16 и 64 градаций яркости или цвета, текстовый режим — 25 либо 43 строки по 80 символов, графические режимы до 640 × 350 точек.
Универсальная клавиатура, 110 клавиш, в том числе 12 функциональных. Манипулятор типа «мышь».
Интерфейсы: параллельный (ИРПР-М), последовательный (С2), интерфейс локальной сети «Эстафета».
Так как промышленность СССР не освоила выпуск аналога i80286, для данной ЭВМ была разработана специальная БИС диспетчера виртуальной памяти КА1843ВГ1, которая, работая в связке с микропроцессором КР1810ВМ86М, обеспечивала ему возможность работать в защищенном режиме и выполнять программное обеспечение, предназначенное для i80286, хотя и с несколько меньшим быстродействием.
ЕС-1842 может считаться самым производительным советским персональным компьютером, выполненным полностью на отечественной элементной базе.
Локальная сеть «Эстафета» — кольцевая, до 125 компьютеров, расстояние между машинами не более 1500 м, скорость передачи данных 200—500 Кбит/с.
Также выпускалась ЕС-1855 — модификация ЕС-1842 для специального применения.

### ЕС-1843
ОЗУ до 1 МБ, тактовая частота 4/8 МГц, переключается специальной кнопкой («турбо») на лицевой панели. Усовершенствованная модель ЕС1841, совместимая с нею по платам (кроме платы видео), но получившая единый пластиковый корпус (как у ЕС-1842), несколько более эргономичную клавиатуру и более мощный источник питания. ПЭВМ комплектовалась одним накопителем на гибком магнитном диске объёмом 720(800) КБ, накопителем на жёстком магнитном диске СМ5509 производства Болгарии или 10—20 МБ приводом производства Seagate и цветным монитором EGA. Также под ЕС-1843 иногда ошибочно принимают поздние исполнения ЕС-1841.3x

### ЕС-1845
Вариант ЕС-1841 для специального (военного) применения. Использован единый стальной корпус форм-фактора «tower» для напольной установки с откидным опечатываемым люком, прикрывавшим панели двух дисководов НГМД-5,25. Остальные компоненты (монитор, клавиатура, мышь, принтер) также имели стальные или алюминиевые корпуса и экранированные кабели. Экран чёрно-белого CGA монитора был покрыт тонкой полупрозрачной металлической сеткой. Такое исполнение заметно снижало возможности утечки информации за счёт ПЭМИН, однако делало работу оператора очень некомфортной. Для соединения компонентов использовались устойчивые к грубому обращению круглые герметичные разъемы типа ШР. Общий вес комплекта превышал 47 кг.

### ЕС-1849

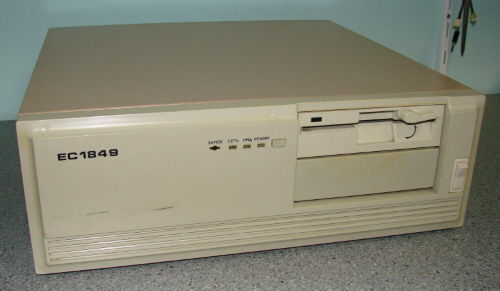
ЕС 1849

Совместимая с IBM PC AT 16-разрядная ПЭВМ. Процессор типа Intel 80286 или AMD 80286 с тактовой частотой 12 МГц, с возможностью установки математического сопроцессора i80287. НЖМД до 40 МБ с интерфейсом MFM и НГМД 5,25" до 1,2 МБ. Монитор разрешения CGA/EGA/VGA.
ISA-слоты + слот для дополнительной платы, относящейся к материнской плате, где находился процессор и ОЗУ.

### ЕС-1850
16/32-разрядная ПЭВМ на тактовой частоте 2,5 МГц, ОЗУ до 2 МБ. Аналог IBM XT/370.
Также выпускалась ЕС-1865 — модификация ЕС-1850 для специального применения.

### ЕС-1851
Полностью (аппаратно, конструктивно и программно) совместимая с PC/XT.

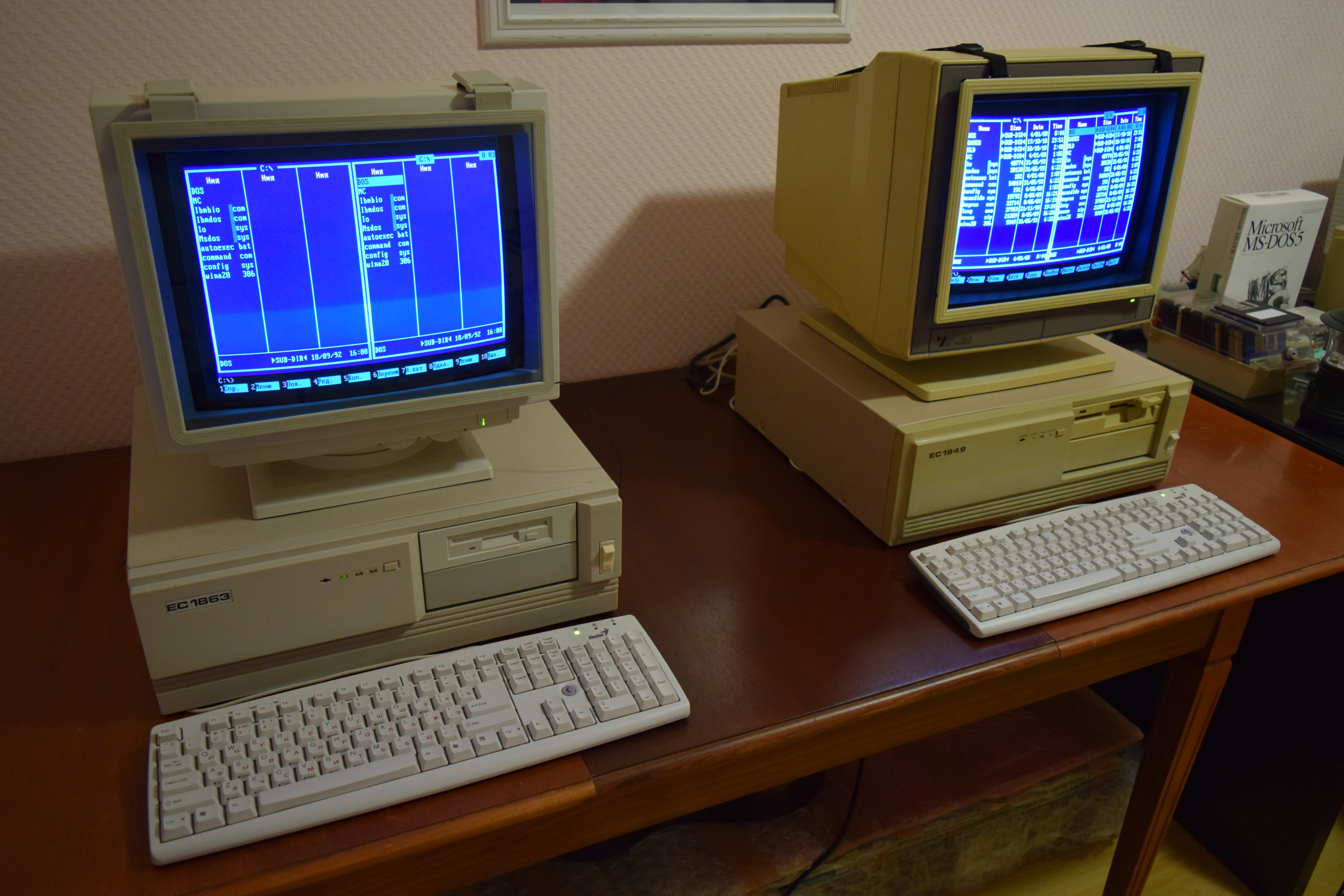
ЕС 1863

### ЕС-1863
32-разрядная ПЭВМ.
Процессор — Intel 80386SX 20 МГц. Имеется гнездо для математического сопроцессора i80387.
Память — до 16 МБ (набирается микросхемами в DIP или SIPP корпусах).
Чипсет — VLSI VL82C311.
Имеется 6 16-разрядных ISA-слотов и 1 8-разрядный ISA-слот.
Видеокарта, контроллеры портов, дисковода и жесткого диска выполнены в виде ISA-плат расширения.
Видеоплата — EGA; видеопамять 256 КБ набрана микросхемами КР565РУ5. Также выпускались модели с VGA-платами на чипе Cirrus Logic CL-GD5401-42QC-B и памятью 256 КБ на двух микросхемах КР565РУ15-60.
Контроллер портов предоставляет 1 COM и 1 LPT порт.
Контроллер жёстких дисков поддерживает 2 MFM-устройства.

Жёсткий диск — Seagate ST-4096 (MFM, 5¼" полноразмерный, ёмкость — 80 МБ, максимальная скорость передачи данных — 5 Мбит/с, среднее время доступа — 28 мс).

Дисковод — TEAC FD-550FR, 5¼"
Компьютер выполнен в корпусе типа «десктоп».
Существует две аппаратные модификации данного компьютера. Более ранняя модификация базируется на ЕС-1849, в этой модификации используется материнская плата и прочие платы расширения от EC-1849, а установленная процессорная плата содержит процессор 80386SX. Позднее стала выпускаться другая модификация, в которой нет отдельной процессорной платы, а процессор непосредственно распаян на материнской плате.

### ЕС-1864
32-разрядная ПЭВМ на основе 486DX2-33/66 МГц.

## Эмуляция
Эмулятор MAME имеет драйверы ec1840 и ec1841.